# Escut de Montclar
L'escut oficial de Montclar té el següent blasonament:
Escut caironat: de sinople, un mont movent de la punta somat d'una creu llatina patent d'argent, acostada d'una espasa d'argent guarnida d'or a la destra i d'una fletxa pujant d'argent a la sinistra. Per timbre, una corona mural de poble.

## Història
Va ser aprovat el 18 de maig del 2005 i publicat al DOGC el 8 de juny del mateix any amb el número 4401.
El mont d'argent amb la creu és un senyal parlant referent al nom del poble i que ja es feia servir als segells antics. Els dos elements restants són senyals al·lusius a les parròquies del municipi: Sant Martí (l'espasa) i Sant Sebastià (la sageta).